# كوينتن بيريرا
كوينتن بيريرا (بالفرنسية: Quentin Pereira)‏ (21 أبريل 1992 بفرنسا - ) هو لاعب كرة قدم فرنسي في مركز الوسط. لعب مع ستاد ريمس ونادي سوشو.

## وصلات خارجية
- كوينتن بيريرا على موقع قاعدة بيانات كرة القدم.إي يو (الإنجليزية)
- كوينتن بيريرا على موقع Soccerway.com (الإنجليزية)
- كوينتن بيريرا على موقع AS.com (الإسبانية)